# Costa Daurada
De Costa Daurada (Catalaans) of Costa Dorada (Spaans), letterlijk "gouden kust", is een 216 kilometer lange kuststreek in de provincie Tarragona van de Spaanse autonome regio Catalonië. De kuststreek loopt van Cunit in het noorden tot aan L'Hospitalet de l'Infant in het zuiden. De kust bestaat uit stranden en rotsen.
De Costa Daurada is bekend als toeristische trekplaats. De streek bestaat omvat verschillende bekende badplaatsen, waaronder Salou en Cambrils. In Salou en Vila-seca is het resort PortAventura World.
Aan de Costa Daurada ligt ook de provinciehoofdstad Tarragona, met de overblijfselen van de Romeinse stad Tarraco, die op de Werelderfgoedlijst van UNESCO staan.
Eveneens landinwaarts ligt het Parc Astronòmic de les Muntanyes de Prades, een sterrenwacht in een gebied dat beschermd is tegen lichtvervuiling, zodat hemelverschijnselen er met het blote oog, een verrekijker of een kleine telescoop kunnen worden waargenomen.
Ten noorden van de Costa Daurada ligt de Costa del Garraf, in de Catalaanse provincie Barcelona. In het zuiden sluit de Costa Daurada aan op de Costa del Azahar, in de provincie Castellón van de autonome regio Valenciana.